# Prochot
Prochot é um município da Eslováquia, situado no distrito de Žiar nad Hronom, na região de Banská Bystrica. Tem 18,51 km² de área e sua população em 2018 foi estimada em 562 habitantes.

## Demografia
| Ano:        | 1994 | 2004    | 2014   | 2024   |
| ----------- | ---- | ------- | ------ | ------ |
| Broj ljudi: | 693  | 618     | 567    | 553    |
| Razlika:    |      | -10,82% | -8,25% | -2,46% |

| Ano:               | 2023 | 2024   |
| ------------------ | ---- | ------ |
| Número de pessoas: | 552  | 553    |
| Diferença:         |      | +0,18% |